# برگ آبدره
برگ آبدره (به انگلیسی: Berge Fjord) یک کشتی است که طول آن ۳۳۱٫۵۰ متر (۱٬۰۸۷٫۶ فوت) می‌باشد. این کشتی در سال ۱۹۸۶ ساخته شد.